# راینهارت زورن
راینهارت یوهان هاینتس پاول آنتون زورن (به آلمانی: Reinhard Johann Heinz Paul Anton Suhren) (۱۶ آوریل ۱۹۱۶ – ۲۵ اوت ۱۹۸۴) نظامی و فرمانده او-بوت آلمانی در دوره رایش سوم بود که در جریان جنگ جهانی دوم در کریگس‌مارینه خدمت کرد.

## سال‌های اولیه
راینهارت زورن روز ۱۶ آوریل سال ۱۹۱۶ در لانگن‌شوالباخ در غرب فرانکفورت در خانه مادربزرگش به عنوان دومین فرزند و پسر خانواده زاده شد. والدین کشاورز او به تازگی توسط نیروهای زلاند نویی در خلال جنگ جهانی اول از ساموآ، مستعمره امپراتوری آلمان در اقیانوس آرام، اخراج شده بودند. راینهارت کودکی پرشور و هیاهو توصیف شده‌است. به سوارکاری و قایق‌رانی علاقه‌مند بود. تحصیلات متوسطه را در باوتسن گذراند. سال ۱۹۳۵ آزمون نهایی مدرسه را با موفقیت پشت سر گذاشت.

## دوره آموزش نیروی دریایی
زورن در ابتدا مایل به ورود به حرفه پزشکی بود. به هر صورت با الگوگیری از برادر بزرگ‌ترش گرت، یک دوره آموزشی کشتی‌رانی را در نویشتات گذراند و سپس وارد رایشس‌مارینه، نیروی دریایی رایشسور شد. روز ۵ آوریل سال ۱۹۳۵ به عنوان افسر دانشجو به لشکر دوم دریایی پیوست و برای آموزش پایه دریایی به دنهلوم رفت. سه ماه آغازین صرف تربیت جسمانی به شکل پیاده‌نظام شد. آموزش با دوره سه‌ماهه کشتیرانی بر عرشه کشتی بادبانی گورش فوک در دریای بالتیک و دریای شمال ادامه یافت. زورن مکرراً بر فراز دکل اصلی قرار می‌گرفت. در همین حین در اثر یک حادثه از ناحیه پا مجروح و سه ماه فیزیوتراپی شد. سپس به همراه تعداد زیادی دانشجوی دیگر به ناو آمدن منتقل گردید تا در یک گشت دریایی خارجی نه‌ماهه شرکت کند. این گشت شامل دیدار از آزور و دریای کارائیب و گذر از کانال پاناما به اقیانوس آرام می‌شد.
پس از پایان این سفر دوره دانشکده دریایی مورویک در شرق فلنسبورگ را آغاز کرد. در این مکان مهارت‌های مختلف افسران نیروی دریایی را فرا گرفت. زورن با شلیک‌های دقیق توانایی ویژه‌ای در تیراندازی با توپ از خود نشان داد. هنگام برگزاری کارناوال دوشنبه رز در فلنسبورگ، به افسران دانشجو مرخصی داده شد. طبق تصمیم فرمانده لشکر، مقرر شد افراد پیش از ساعت پنج صبح به دانشکده بازگردند. زورن با مشغول شدن به مراسم این مسئله را فراموش کرد. با یادآوری آن در لحظات پایانی با عجله دقایقی پس از زمان مقرر به دانشکده بازگشت. به علت این تأخیر به شدت مؤاخذه و متعاقباً با وجود عملکرد خوب در امتحانات، نمره نهایی او از ۷٫۵ به ۴ از ۹ کسر شد.
پس از پایان دوره دانشکده در سال ۱۹۳۶، بر عرشه ناوشکن ناوشکن ماکس شولتس در لشکر یکم ناوشکن قرار گرفت. با سختی‌گیری فرمانده ناوشکن بر او، زورن در این زمان خروج از نیروی دریایی را از نظر گذراند که با توصیه‌های برادرش از آن منصرف شد.

## ورود به ناوگان او-بوت
در نهایت روز ۱ آوریل سال ۱۹۳۸ دوره آموزشی زورن رسماً به اتمام رسید و او با درجه ناوبان دومی وارد خدمت در کریگس‌مارینه شد. بلافاصله داوطلب فعالیت در ناوگان او-بوت‌ها گردید و بدان انتقال یافت. روزن جهت گذراندن دوره آموزشی افسران دیده‌بان بر عرشه او-۱ مستقر و سپس در ماه نوامبر به او-۴۸ که هنوز در کیل در حال ساخت بود، در قالب ناوگان هفتم او-بوت وِگِنِر منتقل شد. طبق سیاست فرماندهی عالی برای جبران کمبود افراد آموزش‌دیده و همچنین تجربه‌بخشی به افسران، در مدت ساخت او-۴۸، زورن به عنوان افسر دوم دیده‌بان در سه او-بوت دیگر ناوگان هفتم، او-۵۱، او-۴۶ و او-۴۷، چرخش کرد. در نهایت ماه آوریل سال ۱۹۳۹ کار ساخت او-۴۸ به پایان رسید و زورن شروع به خدمت در آن نمود. زورن با اقدام به فحاشی در یکی از تمرینات تیراندازی با توپ، به شدت مورد توبیخ شخص دریاسالار کارل دونیتس، فرمانده کل نیروهای او-بوت قرار گرفت. به هر صورت با آگاهی از مهارت او، از این مسئله گذر شد. او-۴۸ در نهایت با غرق کردن تناژی حدود ۳۰۰ هزار تن از کشتی‌های دشمن، به موفق‌ترین او-بوت آلمان در جنگ جهانی دوم بدل گشت. شلیک اژدر در بیش از نیمی از این مقدار توسط زورن، افسر نخست دیده‌بان این او-بوت، صورت گرفت. از مجموع ۱۱۹ اژدر شلیک‌شده ۶۵ مورد مربوط به او بود که ۳۳ مورد از آن به هدف اصابت کرد. به جهت تقدیر از این عملکرد روز ۹ نوامبر سال ۱۹۴۰ نشان صلیب شوالیه صلیب آهنین، به عنوان نخستین افسر دیده‌بان، به زورن اعطا گردید.

## فرماندهی او-۵۶۴
زورن روز ۳ آوریل سال ۱۹۴۱ به فرماندهی او-۵۶۴ که به تازگی به آب انداخته شده بود، منصوب شد. با این او-بوت پنج گشت رزمی در اقیانوس اطلس شمالی و در نزدیکی قاره آمریکا به انجام رساند و عملکرد خوبی نشان داد. بدین سبب ماه دسامبر سال ۱۹۴۱ برگ‌های بلوط به نشان صلیب شوالیه او افزوده شد. زورن ماه ژانویه سال ۱۹۴۲ پس از ضیافت صبحانه با بزرگ‌دریابد اریش ردر، فرمانده کل کریگس‌مارینه، به درجه ناوسروانی ترفیع گرفت.